# Route 33 (Alberta)
La Route 33, aussi nommée Grizzly Trail, est une route sud / nord située dans le centre-ouest de l'Alberta. La route parcourt 219 kilomètres (136 mi).

## Description du tracé
La route 33 débute à l'intersection de la route 43 dans le hameau de Gunn et se dirige vers le nord jusqu'à Barrhead. Au nord de Barrhead, la route 33 bifurque vers le nord-ouest, traverse la rivière Athabasca à Fort Assiniboine et atteint la ville de Swan Hills. Elle y rencontre le terminus nord de la route 32 et bifurque à nouveau vers le nord jusqu'à ce qu'elle atteigne la route 2 à l'est de Kinuso,.

## Intersections majeures
| Municipalité rurale / spécialisée                 | Ville            | km                          | Destinations                                 | Notes                                   |
| ------------------------------------------------- | ---------------- | --------------------------- | -------------------------------------------- | --------------------------------------- |
| Comté de Lac Sainte-Anne                          |                  | 0,00                        | AB-43 – Edmonton, Whitecourt, Grande Prairie |                                         |
| Comté de Barrhead No 11                           |                  | 28,00                       | AB-651 est – Legal                           | Terminus ouest de l'AB-651              |
| Comté de Barrhead No 11                           | 30,00            | Traverse la rivière Pembina | Traverse la rivière Pembina                  |                                         |
| Comté de Barrhead No 11                           | 37,90            | AB-654 ouest                | Terminus sud du multiplex avec l'AB-654      |                                         |
| Comté de Barrhead No 11                           | 38,30            | AB-654 est – Manola         | Terminus nord du multiplex avec l'AB-654     |                                         |
| Comté de Barrhead No 11                           | Barrhead         | 44,80                       | AB-18 ouest (53 Avenue) – Mayerthorpe        | Terminus sud du multiplex avec l'AB-18  |
| Comté de Barrhead No 11                           |                  | 48,00                       | AB-18 est – Westlock                         | Terminus nord du multiplex avec l'AB-18 |
| Comté de Barrhead No 11                           | 79,70            | AB-763 sud – Tiger Lilly    | Terminus nord de l'AB-763                    |                                         |
| Limite Comté de Barrhead No 11–Comté de Woodlands |                  | 82,30                       | Traverse la rivière Athabasca                | Traverse la rivière Athabasca           |
| Comté de Woodlands                                | Fort Assiniboine | 83,90                       | AB-661 est – Dapp                            | Terminus ouest de l'AB-661              |
| Comté de Woodlands                                |                  | 91,10                       | AB-658 ouest – Goose Lake, Blue Ridge        | Terminus est de l'AB-658                |
| Comté de Big Lakes                                | Swan Hills       | 145,20                      | AB-32 sud – Whitecourt                       | Terminus nord de l'AB-32                |
| Comté de Big Lakes                                |                  | 218,60                      | AB-2 – Rivière-la-Paix, Slave Lake, Edmonton |                                         |
| - Terminus de multiplex                           |                  |                             |                                              |                                         |

## Photos

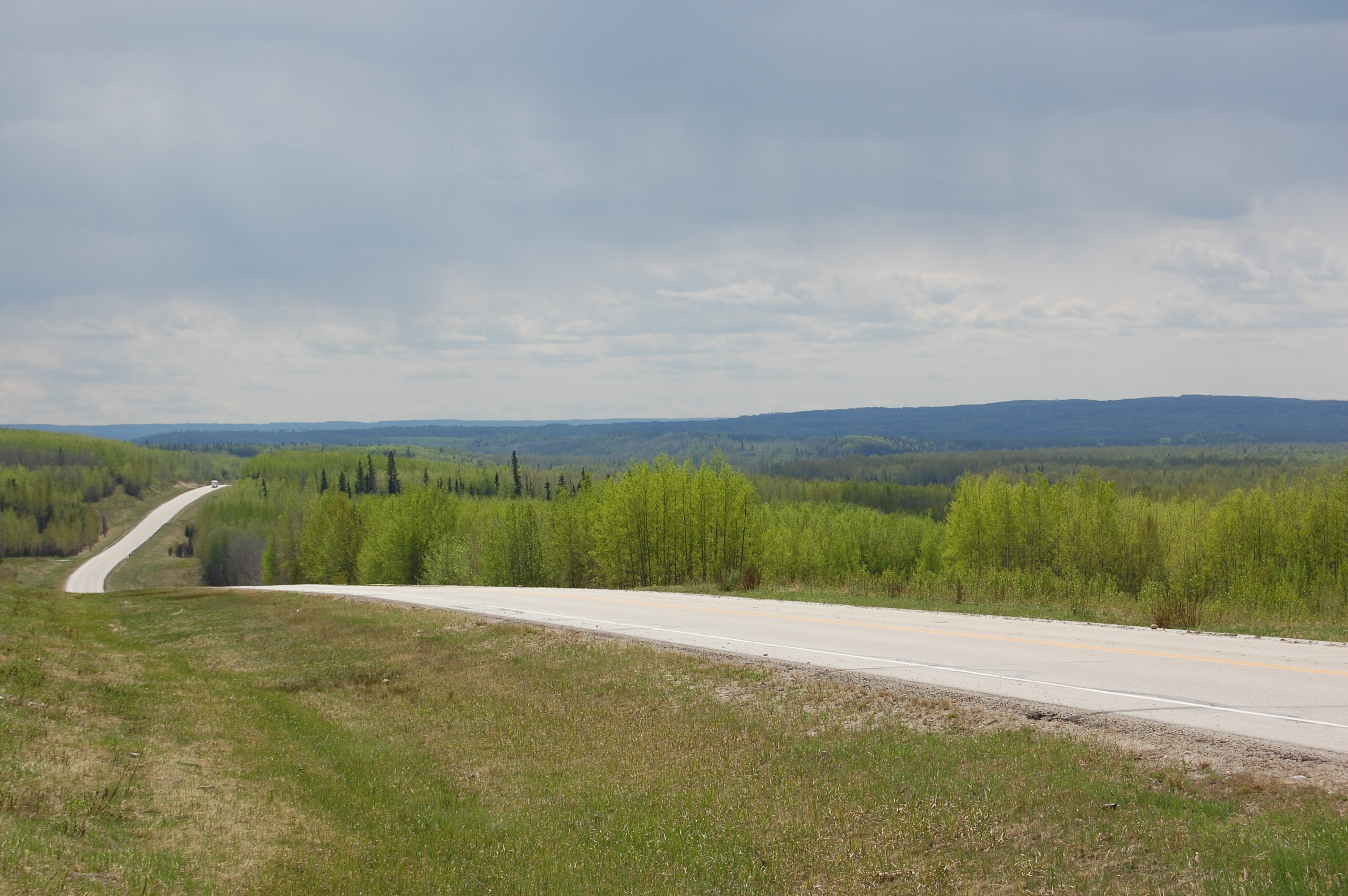
Route 33 au nord de Swan Hills
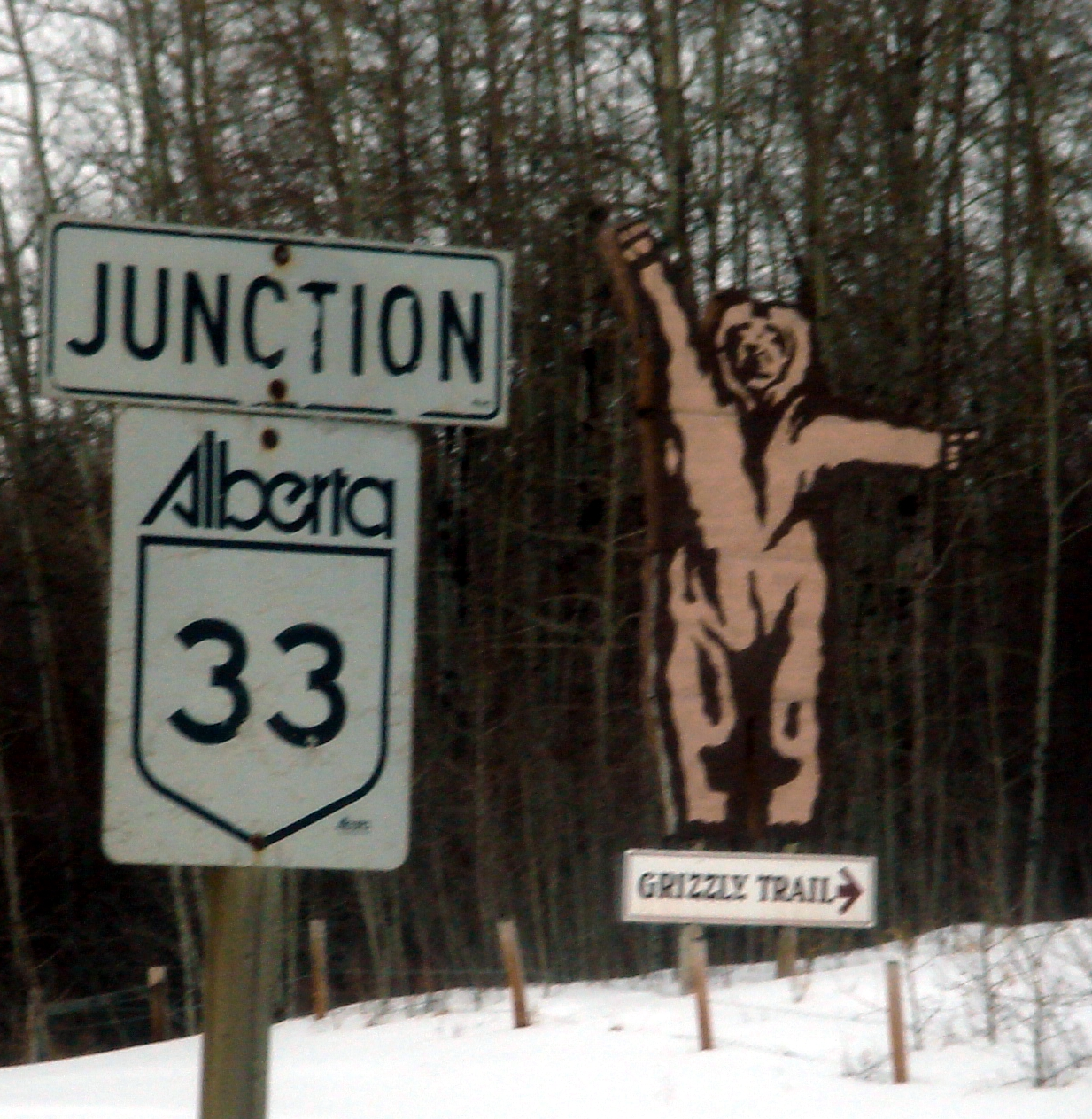
Panneau de jonction sur la route 43